# ジョージ・スペンサー (第2代スペンサー伯爵)
第2代スペンサー伯爵ジョージ・ジョン・スペンサー（英: George John Spencer, 2nd Earl Spencer、1758年9月1日 - 1834年11月10日）は、イギリスの貴族、政治家。ガーター勲章勲爵士（KG）、枢密顧問官（PC）、王立協会フェロー（FRS）、ロンドン好古家協会フェロー（FSA）。
ホイッグ党に所属し、王璽尚書・海軍卿・内務大臣を歴任した。1765年に父がスペンサー伯爵に叙されてから自身が襲爵する1783年までは「オールトラップ子爵」の儀礼称号を称した。

## 経歴
1758年9月1日、イングランド・サリー州（当時。1965年にグレーター・ロンドンへ移管）のウィンブルドンで、後に初代スペンサー伯爵となるジョン・スペンサーの唯一の男子として生まれた。
ハーロー校を経てケンブリッジ大学トリニティ・カレッジで学び、1778年に修士号（M.A.）を取得。その後1780年までの2年はグランドツアーを行った。
1780年から1782年までノーサンプトンシャー州選挙区選出の、1782年から1783年までサリー州選挙区選出のホイッグ党所属庶民院議員。1782年にはノース卿フレデリック・ノースの内閣に対する倒閣運動に参加し、続いて発足した第2代ロッキンガム侯爵チャールズ・ワトソン＝ウェントワースの第2次政権では大蔵卿委員（Lord of the Treasury）の一人に任じられた。1783年に父親の死去により爵位を相続し、貴族院に移った。
フランス王ルイ16世が処刑されフランスとイギリスが開戦すると、スペンサーはエドマンド・バークが主張するフランス革命批判に同調し、首相ウィリアム・ピット（小ピット）の支持者となった。1794年6月11日、小ピットにより初代スタッフォード侯爵グランヴィル・ルーソン＝ゴアの後任の王璽尚書に指名されるが、数日後神聖ローマ帝国駐箚特命全権大使に任じられウィーンへ赴任。
帰国後、海軍卿（First Lord of the Admiralty; 海軍本部ファースト・ロード、海軍大臣）として再び入閣した。スペンサーが大臣職を務めた6年間は、イギリスの海軍史において最も輝かしい日々であった。イギリス海軍はサン・ビセンテ岬の海戦やキャンパーダウンの海戦に勝利し、スピットヘッドとノアの反乱を解決した。また彼はナイルの海戦に先立ってホレーショ・ネルソンを地中海派遣艦隊の司令に指名した。続く2年間ネルソンと半公式の通信を続け、ネルソンの健康状態が海上勤務に耐えられないならば帰国するよう提案している。1801年に小ピットは首相を辞職し、スペンサーも職を離れた。
1806年に初代グレンヴィル男爵ウィリアム・グレンヴィルの下で内務大臣に任じられた。1807年の退任後は政界から引退、ノーサンプトンシャー州の経営や文学的・自然科学的趣味に専念した。1813年から1825年まで王立研究所の第2代理事長を務めたほか40年にわたって大英博物館の理事であり、1812年にはRoxburghe Clubの発起人の一人として初代会長となった。
晩年のスペンサーは蒐書家としても知られており、曽祖父の第3代サンダーランド伯爵チャールズ・スペンサーが作ったオルソープ図書館をヨーロッパ随一と評されるまでに再興させた。蔵書についてトマス・フログナル・ディブディンは『Bibliotheca Spenceriana 』（1814 - 15年）・『Æ des Althorpianæ 』（1822年）・『Book Rarities in Lord Spencer's Library 』（1811年）といった書誌を著している。コレクションは1892年にエンリケタ・オーガスティナ・ライランズによって購入され、ジョン・ライランズ図書館の所蔵となった。
1780年に王立協会フェローに選出された。1794年に枢密顧問官に列せられ、1799年にガーター勲章を授けられた。ガーター勲章については、1797年に受勲を内示されたが初代ハウ伯爵リチャード・ハウが受けるべきとして一度辞退したエピソードがある。
1834年11月10日にノーサンプトンシャー州オルソープで死去し、同州のブリントンに葬られた。爵位は長男のオールトラップ子爵ジョン・スペンサーが継承した。

## 家族

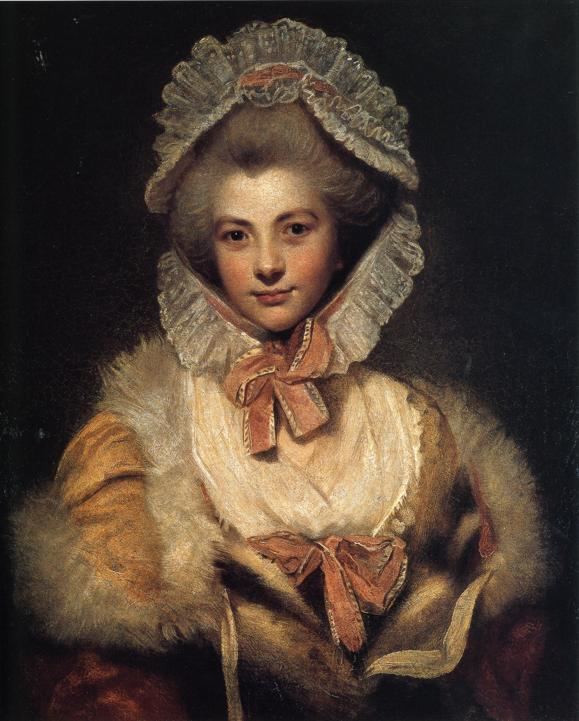
スペンサー伯爵夫人ラヴィニア（サー・ジョシュア・レノルズ画、1781年頃）

スペンサーは1781年3月6日に初代ルーカン伯爵チャールズ・ビンガムの長女であるレディ・ラヴィニア・ビンガムと結婚した。彼女は美貌と知性で名高く、文壇・海軍・政界に幅広い友人を持つ当時ロンドンで最も著名な女性であった。
夫人との間に以下の六男三女をもうけた。
- 第3代スペンサー伯爵ジョン・チャールズ・スペンサー （1782年 - 1845年） - 1834年襲爵。財務大臣、庶民院院内総務
- レディ・サラ・スペンサー（英語版） （1787年 - 1870年） - 第3代リトルトン男爵（英語版）ウィリアム・リトルトン（英語版）夫人
- オナラブル・リチャード・スペンサー （1789年 - 1791年）
- オナラブル・サー・ロバート・キャヴェンディッシュ・スペンサー （1791年 - 1830年） - 海軍大佐
- オナラブル・ウィリアム・スペンサー （1792年 - 1792年）
- レディ・ハリエット・スペンサー （1793年 - 1793年）
- レディ・ジョージアナ・シャーロット・スペンサー （1794年 - 1823年） - 初代ヘッドフォート侯爵（英語版）トマス・テイラーの息子であるジョージ・クインと結婚
- 第4代スペンサー伯爵フレデリック・スペンサー （1798年 - 1857年） - 1845年襲爵。海軍中将。王室侍従長（Lord Chamberlain; 宮内長官）、王室家政長官（Lord Steward; 王室家令長）
- オナラブル・ジョージ・スペンサー （1799年 - 1864年） - イグナティウス・スペンサー（英語版）としてカトリック教会の司祭となる

スペンサー伯爵夫人ラヴィニアは1831年6月8日に死去した。